# Burgruine Niedersulzbürg
Die Burgruine Niedersulzbürg, auch Sulzbürg oder Untersulzbürg genannt, ist der Rest einer Höhenburg auf einem Bergplateau des „Sulzbürg“ („Schlossberg“) östlich der Burgruine Obersulzbürg über dem Ortsteil Sulzbürg der Gemeinde Mühlhausen im Landkreis Neumarkt in der Oberpfalz in Bayern. Die Anlage wird als Bodendenkmal unter der Aktennummer D-3-6834-0073 im Bayernatlas als „Wallanlage vor- und frühgeschichtlicher Zeitstellung, mittelalterliche Burgställe "Obersulzbürg"und "Niedersulzbürg", mesolithische Freilandstation, Siedlungen der Jungsteinzeit (Linearbandkeramik, Gruppe Oberlauterbach, Altheimer Kultur, Chamer Gruppe, Glockenbecherkultur), der Bronzezeit, der Urnenfelderzeit, der Späthallstatt-/Frühlatènezeit, der Spätlatènezeit der Völkerwanderungszeit und des Mittelalters“ geführt. 

## Geschichte
Die Burg, die vermutlich um 1300 erbaut wurde, kam im Allodialbesitz der Hohenfelser und Gundelfinger 1403 durch Kauf an die Herren von Wolfstein, ging 1740 an Kurbayern und wurde nach 1804 im Privatbesitz abgebrochen.

## Beschreibung
Von der ehemaligen Burganlage, die durch einen ihrer beiden Burggräben von einer Vorburg getrennt war, sind nur noch geringe Mauerreste und Gräben erhalten.